# Australische Cricket-Nationalmannschaft gegen Pakistan in der Saison 2014/15
Die Spielserie der australischen Cricket-Nationalmannschaft gegen Pakistan in der Saison 2014/15 fand vom 5. Oktober bis zum 3. November 2014 in den Vereinigten Arabischen Emiraten statt. Die internationale Cricket-Tour war Teil der internationalen Cricket-Saison 2014/15 und umfasste ein Twenty20, drei ODIs und zwei Test Matches. Australien gewann das Twenty20 und die ODI-Serie 3–0, während Pakistan die Testserie 2–0 gewann.

## Vorgeschichte

### Austragungsort
Seit dem Angriff auf das Cricketteam Sri Lankas in Lahore am 3. März 2009 wird Pakistan nicht mehr als sicherer Austragungsort für internationale Cricket-Spiele angesehen. Als Konsequenz trägt die Pakistanische Nationalmannschaft seitdem die Heimspiele zumeist in den Vereinigten Arabischen Emiraten aus.

### Letztes Begegnungen
Die letzte Tour zwischen Pakistan und Australien fand 2012, damals ebenfalls in den Vereinigten Arabischen Emiraten, statt. Allerdings wurden dort keine Testspiele ausgetragen, was letztmals 2010 in England der Fall war.

### Wechsels des Kapitäns im Twenty20
Australien teilte einen Monat vor Beginn der Tour mit, dass Aaron Finch die Kapitänsrolle in der australischen Mannschaft im Twenty20 Format übernehmen werde. Diese Umstellung war nötig geworden nach dem der bisherige Kapitän George Bailey auf Grund von einer Priorität zum Test-Cricket seinen Rücktritt erklärt hatte.

## Stadien
Die folgenden Stadien wurden für die Tour als Austragungsort vorgesehen und am 14. März 2013 bekanntgegeben.
| Stadion                             | Stadt     | Kapazität | Spiele                  |
| ----------------------------------- | --------- | --------- | ----------------------- |
| Sheikh Zayed Cricket Stadium        | Abu Dhabi | 20.000    | 2. Test; 3. ODI         |
| Dubai International Cricket Stadium | Dubai     | 25.000    | 1. Test; 2. ODI; 1. T20 |
| Sharjah Cricket Association Stadium | Sharjah   | 27.000    | 1. ODI                  |

## Kaderlisten
Australien verkündete am 8. September 2014 seinen Kader für die Tour, Pakistan seine Mannschaft für die Testserie am 15. Oktober 2014.
| Test | Test | ODI | ODI | Twenty20 | Twenty20 |
| Pakistan | Australien | Pakistan | Australien | Pakistan | Australien |
| --- | --- | --- | --- | --- | --- |
| - Misbah-ul-Haq (K) - Ahmed Shehzad - Asad Shafiq - Azhar Ali - Ehsan Ali - Haris Sohail - Imran Khan - Mohammad Hafeez - Mohammad Talha - Rahat Ali - Sarfraz Ahmed (wk) - Shan Masood - Taufeeq Umar - Yasir Shah - Younus Khan - Zulfiqar Babar | - Michael Clarke (K) - Alex Doolan - James Faulkner - Brad Haddin (wk) - Ben Hilfenhaus - Phillip Hughes - Mitchell Johnson - Mitchell Marsh - Glenn Maxwell - Nathan Lyon - Steve O’Keefe - Chris Rogers - Peter Siddle - Steve Smith - Mitchell Starc - David Warner | - Misbah-ul-Haq (K) - Ahmed Shehzad - Anwar Ali - Asad Shafiq - Fawad Alam - Mohammed Irfan - Raza Hasan - Sami Aslam - Sarafraz Ahmed (wk) - Shahid Afridi - Shan Masood - Sohail Tanvir - Umar Akmal - Umar Amin - Wahab Riaz - Zulfiqar Babar | - George Bailey (K) - Sean Abbott - Xavier Doherty - James Faulkner - Aaron Finch - Brad Haddin (wk) - Phillip Hughes - Mitchell Johnson - Nathan Lyon - Mitchell Marsh - Kane Richardson - Steve Smith - Mitchell Starc - David Warner | - Shahid Afridi (K) - Ahmed Shehzad - Anwar Ali - Awais Zia - Bilawal Bhatti - Mohammad Irfan - Raza Hasan - Saad Nasim - Sami Aslam - Sohaib Maqsood - Sohail Tanvir - Umar Akmal - Umar Amin - Wahab Riaz - Zulfiqar Babar | - Aaron Finch (K) - Sean Abbott - Cameron Boyce - Pat Cummins - James Faulkner - Glenn Maxwell - Brad Haddin (wk) - Phillip Hughes - Mitchell Marsh - Kane Richardson - Steve Smith - Mitchell Starc - David Warner |

## Tour Match
| 15. – 18. Oktober Scorecard | Sharjah | Pakistan A 305-8d (90) & 306-3d (90) | – | Australians 273-8d (90) & 185 (51.3) |
|                             |         | Pakistan A gewinnt mit 153 Runs      |   |                                      |

## Twenty20 International in Dubai
| 5. Oktober Scorecard | Dubai | Pakistan 96-9 (20)               | – | Australien 98-4 (14) |
|                      |       | Australien gewinnt mit 6 Wickets |   |                      |

## One-Day Internationals

### Erstes ODI in Sharjah
| 7. Oktober Scorecard | Sharjah | Australien 255-8 (50)          | – | Pakistan 162 (38.3) |
|                      |         | Australien gewinnt mit 93 Runs |   |                     |

### Zweites ODI in Dubai
| 10. Oktober Scorecard | Dubai | Pakistan 215 (49.3)              | – | Australien 217-5 (43.2) |
|                       |       | Australien gewinnt mit 5 Wickets |   |                         |

### Drittes ODI in Abu Dhabi
| 12. Oktober Scorecard | Abu Dhabi | Australien 231-9 (50)        | – | Pakistan 230 (50) |
|                       |           | Australien gewinnt mit 1 Run |   |                   |

## Tests

### Erster Test in Dubai
| 22. – 26. Oktober Scorecard | Dubai | Pakistan 454 (145) & 286-2d (78) | – | Australien 303 (103.1) & 213 (91.1) |
|                             |       | Pakistan gewinnt mit 221 Runs    |   |                                     |

### Zweiter Test in Abu Dhabi
| 30. Oktober – 3. November Scorecard | Abu Dhabi | Pakistan 570-6d (153) & 293-3d (60.4) | – | Australien 261 (67.2) & 246 (88.3) |
|                                     |           | Pakistan gewinnt mit 356 Runs         |   |                                    |

Damit gelang es Pakistan erst zum zweiten Mal gegen Australien in einer Testserie alle Tests zu gewinnen. Des Weiteren konnten sie sich auf Platz drei der Test-Weltrangliste verbessern.

## Statistiken
Die folgenden Cricketstatistiken wurden bei dieser Tour erzielt.
| Tests            | Tests      | Tests   | Tests   | Tests   | Tests   | Tests   | Tests   | Tests   |
| Batting          | Batting    | Batting | Batting | Batting | Batting | Batting | Batting | Batting |
| Spieler          | Mannschaft | Spiele  | Innings | Runs    | Average | HS      | 100s    | 50s     |
| ---------------- | ---------- | ------- | ------- | ------- | ------- | ------- | ------- | ------- |
| Younis Khan      | Pakistan   | 2       | 4       | 468     | 156,00  | 213     | 3       | 0       |
| Azhar Ali        | Pakistan   | 2       | 4       | 292     | 97,33   | 109     | 2       | 1       |
| Misbah-ul-Haq    | Pakistan   | 2       | 3       | 271     | 135,50  | 101*    | 2       | 1       |
| David Warner     | Australien | 2       | 4       | 239     | 59,75   | 133     | 1       | 1       |
| Ahmed Shehzad    | Pakistan   | 2       | 4       | 183     | 45,75   | 131     | 1       | 0       |
| Bowling          |            |         |         |         |         |         |         |         |
| Spieler          | Mannschaft | Spiele  | Overs   | Wickets | Average | BBI     | 5W      | 10W     |
| Zulfiqar Babar   | Pakistan   | 2       | 115.4   | 14      | 26,35   | 5/74    | 2       | 0       |
| Yasir Shah       | Pakistan   | 2       | 77.3    | 12      | 17,25   | 4/50    | 0       | 0       |
| Mitchell Johnson | Australien | 2       | 75      | 6       | 29,50   | 3/39    | 0       | 0       |
| Imran Khan       | Pakistan   | 2       | 44      | 5       | 30,40   | 3/60    | 0       | 0       |
| Mohammad Hafeez  | Pakistan   | 2       | 63      | 4       | 33,50   | 2/38    | 0       | 0       |
| Rahat Ali        | Pakistan   | 2       | 49      | 4       | 33,75   | 2/41    | 0       | 0       |
| Steve O’Keefe    | Australien | 1       | 57      | 4       | 54,75   | 2/107   | 0       | 0       |

| ODIs             | ODIs       | ODIs    | ODIs    | ODIs    | ODIs    | ODIs    | ODIs    | ODIs    |
| Batting          | Batting    | Batting | Batting | Batting | Batting | Batting | Batting | Batting |
| Spieler          | Mannschaft | Spiele  | Innings | Runs    | Average | HS      | 100s    | 50s     |
| ---------------- | ---------- | ------- | ------- | ------- | ------- | ------- | ------- | ------- |
| Steven Smith     | Australien | 3       | 3       | 190     | 63,33   | 101     | 1       | 1       |
| Sarfraz Ahmed    | Pakistan   | 3       | 3       | 131     | 43,66   | 65      | 0       | 1       |
| David Warner     | Australien | 3       | 3       | 128     | 42,66   | 56      | 0       | 1       |
| Glenn Maxwell    | Australien | 3       | 3       | 117     | 39,00   | 76      | 0       | 1       |
| Asad Shafiq      | Pakistan   | 3       | 3       | 92      | 30,66   | 50      | 0       | 1       |
| Bowling          |            |         |         |         |         |         |         |         |
| Spieler          | Mannschaft | Spiele  | Overs   | Wickets | Average | BBI     | 5W      | 10W     |
| Mitchell Johnson | Australien | 2       | 17      | 6       | 10,66   | 3/24    | 0       | 0       |
| Shahid Afridi    | Pakistan   | 3       | 30      | 5       | 25,20   | 3/46    | 0       | 0       |
| Glenn Maxwell    | Australien | 3       | 17      | 4       | 22,25   | 2/29    | 0       | 0       |
| Kane Richardson  | Australien | 3       | 26      | 4       | 25,25   | 2/36    | 0       | 0       |
| Sohail Tanvir    | Pakistan   | 1       | 10      | 3       | 13,33   | 3/40    | 0       | 0       |
| Nathan Lyon      | Australien | 2       | 20      | 3       | 24,33   | 2/33    | 0       | 0       |
| Xavier Doherty   | Australien | 2       | 20      | 3       | 32,66   | 2/54    | 0       | 0       |
| James Faulkner   | Australien | 3       | 19      | 3       | 33,00   | 2/52    | 0       | 0       |
| Zulfiqar Babar   | Pakistan   | 3       | 29      | 3       | 43,00   | 2/52    | 0       | 0       |
| Mohammad Irfan   | Pakistan   | 3       | 29.2    | 3       | 46,00   | 1/35    | 0       | 0       |

| Twenty20        | Twenty20   | Twenty20 | Twenty20 | Twenty20 | Twenty20 | Twenty20 | Twenty20 | Twenty20 |
| Batting         | Batting    | Batting  | Batting  | Batting  | Batting  | Batting  | Batting  | Batting  |
| Spieler         | Mannschaft | Spiele   | Innings  | Runs     | Average  | HS       | 100s     | 50s      |
| --------------- | ---------- | -------- | -------- | -------- | -------- | -------- | -------- | -------- |
| David Warner    | Australien | 1        | 1        | 53       |          | 53*      | 0        | 1        |
| Saad Nasim      | Pakistan   | 1        | 1        | 25       | 25,00    | 25       | 0        | 0        |
| Glenn Maxwell   | Australien | 1        | 1        | 17       | 17,00    | 17       | 0        | 0        |
| Wahab Riaz      | Pakistan   | 1        | 1        | 16       | 16,00    | 16       | 0        | 0        |
| Raza Hasan      | Pakistan   | 1        | 1        | 13       |          | 13*      | 0        | 0        |
| Bowling         |            |          |          |          |          |          |          |          |
| Spieler         | Mannschaft | Spiele   | Overs    | Wickets  | Average  | BBI      | 5W       | 10W      |
| Glenn Maxwell   | Australien | 1        | 3        | 3        | 4,33     | 3/13     | 0        | 0        |
| Cameron Boyce   | Australien | 1        | 4        | 2        | 5,00     | 2/10     | 0        | 0        |
| Raza Hasan      | Pakistan   | 1        | 4        | 2        | 8,50     | 2/17     | 0        | 0        |
| Kane Richardson | Australien | 1        | 3        | 1        | 13,00    | 1/13     | 0        | 0        |
| James Faulkner  | Australien | 1        | 2        | 1        | 15,00    | 1/15     | 0        | 0        |
| Wahab Riaz      | Pakistan   | 1        | 2        | 1        | 15,00    | 1/15     | 0        | 0        |
| Sean Abbott     | Australien | 1        | 3        | 1        | 17,00    | 1/17     | 0        | 0        |
| Shahid Afridi   | Pakistan   | 1        | 4        | 1        | 17,00    | 1/17     | 0        | 0        |
| Mitchell Starc  | Australien | 1        | 4        | 1        | 17,00    | 1/17     | 0        | 0        |

## Player of the Series
Als Player of the Series wurden die folgenden Spieler ausgezeichnet.
| Serie | Player of the Series |
| ----- | -------------------- |
| Test  | Younis Khan          |
| ODI   | Steven Smith         |

### Player of the Match
Als Player of the Match wurden die folgenden Spieler ausgezeichnet.
| Spiel   | Player of the Match |
| ------- | ------------------- |
| 1. T20  | Glenn Maxwell       |
| 1. ODI  | Steven Smith        |
| 2. ODI  | Glenn Maxwell       |
| 3. ODI  | Glenn Maxwell       |
| 1. Test | Younis Khan         |
| 2. Test | Misbah-ul-Haq       |